# Kapela Blažene Djevice Marije Kraljice mira u Blaguši
Kapela Blažene Djevice Marije Kraljice mira katolička je kapela koja se nalazi u zagrebačkoj četvrti Sesvete u naselju Blaguša. Izgrađena je 1991. godine. Blagoslovio ju je kardinal Franjo Kuharić u listopadu 1991. godine.

## Povijest
Na početku naselja Blaguša nalazio se do 1991. godine križ krajputaš koji je početkom Domovinskoga rata zamijenjen ovom kapelom. Izgrađena je u znak zahvale i na čast svih onih iz Blaguše i okolice koji su otišli braniti Hrvatsku.
Oko kapele je uređen mali park u kojem se nalazi natkriveni molitveni prostor vanjske crkve s kamenom oltarnom menzom. Kapela je četvrtastog oblika površine 42 m2 s trostranom apsidom. U unutrašnjosti se nalazi oltarni stol, svetohranište i velika slika Kraljice mira na začelnom zidu. Pored titularne slike nalaze se slike Srca Isusova i Marijina, a u lađi su smješteni drveni kipovi sv. Josipa i Blažene Djevice Marije. U molitvenom su prostoru postavljene  stolice za tridesetak ljudi. Pročelni dio kapele s malim tornjem za zvono izgrađen je 1993. godine. Kapela ima dva ulaza između kojih se nalazi postavljeno središnje raspelo koje je rad stolara Josipa Tušeka. U kapeli se nalaze i keramičke postaje križnoga puta. Kapela je obnovljena 2014. godine.

## Galerija
- Prednje proćelje
- Raspelo na prednjem pročelju
- Pogled na kapelu i natkriveni molitveni prostor